# فينس ديلي
فينس ديلي (بالإنجليزية: Vince Dailey)‏ هو لاعب كرة قاعدة أمريكي، ولد في 25 ديسمبر 1864 في أوسيولا في الولايات المتحدة، وتوفي في 14 نوفمبر 1919 في هورنيل في الولايات المتحدة.

## وصلات خارجية
- فينس ديلي على موقعبيزبول رفرنس.كوم (الدوري الرئيسي) (الإنجليزية)